# Stefan Łaszewski
Stefan Łaszewski (ur. 8 stycznia 1862 w Brąchnówku, zm. 20 marca 1924 w Warszawie) – polski prawnik i sędzia, działacz niepodległościowy, wojewoda pomorski w II Rzeczypospolitej.

## Życiorys

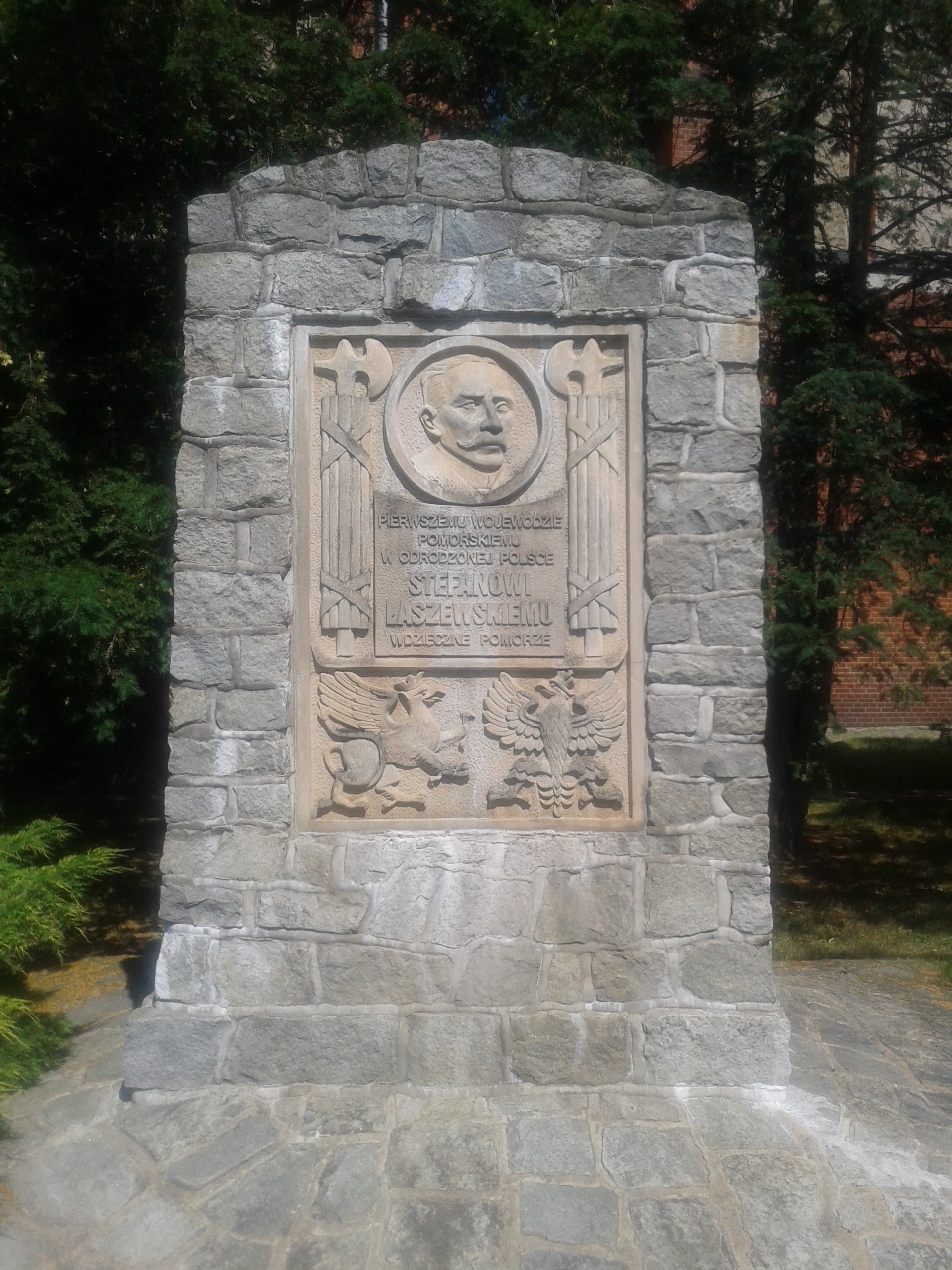
Pomnik Stefana Łaszewskiego w Toruniu

Prawo studiował na uniwersytetach we Wrocławiu, Berlinie i Lipsku. Od 1892 prowadził kancelarię adwokacką w Grudziądzu, gdzie był działaczem polskich organizacji. Od 1911 deputowany do Reichstagu, wybrany z okręgu kartusko-pucko-wejherowskiego, członek Koła Polskiego, w latach 1917-1918 wiceprezes Koła Polskiego. Członek Związku Ludowo-Narodowego. W latach 1919–1920 piastował stanowisko pierwszego w historii II RP wojewody pomorskiego z siedzibą w Toruniu. Później, od 1922, był jednym z prezesów Najwyższego Trybunału Administracyjnego. Pochowany na cmentarzu parafialnym w Pelplinie. W Toruniu jego pamięć uczczono wzniesieniem obelisku.

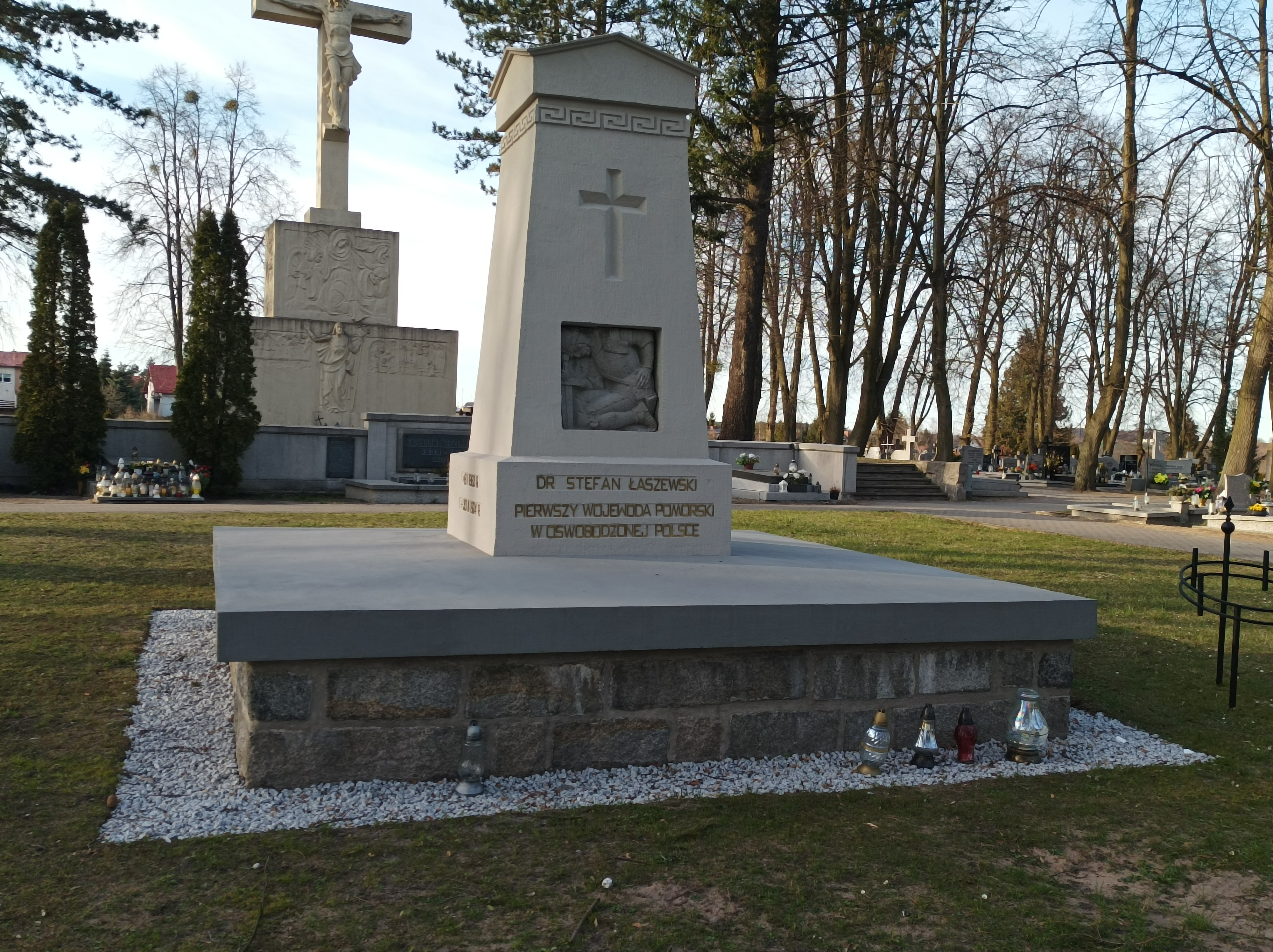
Grób Stefana Łaszewskiego w Pelplinie

Członek honorowy Korporacji Akademickiej Baltia.

## Ordery i odznaczenia
- Krzyż Komandorski Orderu Odrodzenia Polski (2 maja 1923)[1][2]
- Krzyż Oficerski Orderu Odrodzenia Polski (2 maja 1922)[3][4]

## Upamiętnienia
- 2019 - patron sali konferencyjnej w Urzędzie Marszałkowskim w Toruniu[5]